# Ana María Fontán
Ana María Fontán Blanco (* 13. März 1928 in Buenos Aires; † 21. Juli 2011 in Buenos Aires) war eine argentinische Sprinterin.
Bei den Panamerikanischen Spielen 1951 in Buenos Aires gewann sie Bronze in der 4-mal-100-Meter-Staffel.
1952 schied sie bei den Olympischen Sommerspielen in Helsinki über 100 m und mit der argentinischen 4-mal-100-Meter-Stafette im Vorlauf aus.
Ihre persönliche Bestzeit über 100 m von 12,6 s stellte sie 1952 auf.